# LSV Eger
Der Luftwaffensportverein Eger war ein kurzzeitig in der Mitte des 20. Jahrhunderts existierender deutscher Fußballverein aus Eger, dem heute in Tschechien gelegenen Cheb.

## Geschichte
Eger wurde am 1. Oktober 1938, einen Tag nach der Unterzeichnung des Münchner Abkommens, von deutschen Truppen besetzt. Im folgenden Jahr wurden zunächst alle örtlichen Sportvereine zur NSTG Eger vereint, später wurde der LSV gegründet. Dieser nahm nach der Vergrößerung der Gauliga Sudetenland auf 18 Teilnehmer in der Spielzeit 1941/42 an der seinerzeit höchsten Spielklasse teil. Dort belegte die Mannschaft zwar in der West-Staffel nach fünf Siegen aus zehn Spielen den vierten Tabellenplatz, schied aber am Ende der Saison aufgrund Spielermangels aus dem Wettbewerb wieder aus. Im September 1944 wurde der Verein aufgelöst.
Der LSV Eger trat in gelb-brauner Spielkleidung an. Als Spielstätte wurde das Hilaria-Stadion genutzt, in dem bereits vorher die NSTG Eger in der Gauliga gespielt hatte.
Die Handballabteilung gewann 1940/41 die Bereichsklasse Sudetenland und qualifizierte sich dadurch für die Deutsche Feldhandball-Meisterschaft 1940/41. In der Ausscheidungsrunde konnte der Verein den Grazer AK mit 9:6 besiegen. Durch eine 8:19-Niederlage gegen den LSV Reinecke Brieg schied Eger in der 2. Runde aus.